# Spectacle Island (ö i Australien, New South Wales, lat -33,85, long 151,17)
Spectacle Island är en ö i Australien. Den ligger i delstaten New South Wales, i den sydöstra delen av landet, nära delstatshuvudstaden Sydney.
Runt Spectacle Island är det i huvudsak tätbebyggt. Genomsnittlig årsnederbörd är 1 380 millimeter. Den regnigaste månaden är februari, med i genomsnitt 200 mm nederbörd, och den torraste är juli, med 36 mm nederbörd.